# Plaza Mayor (Avilés)

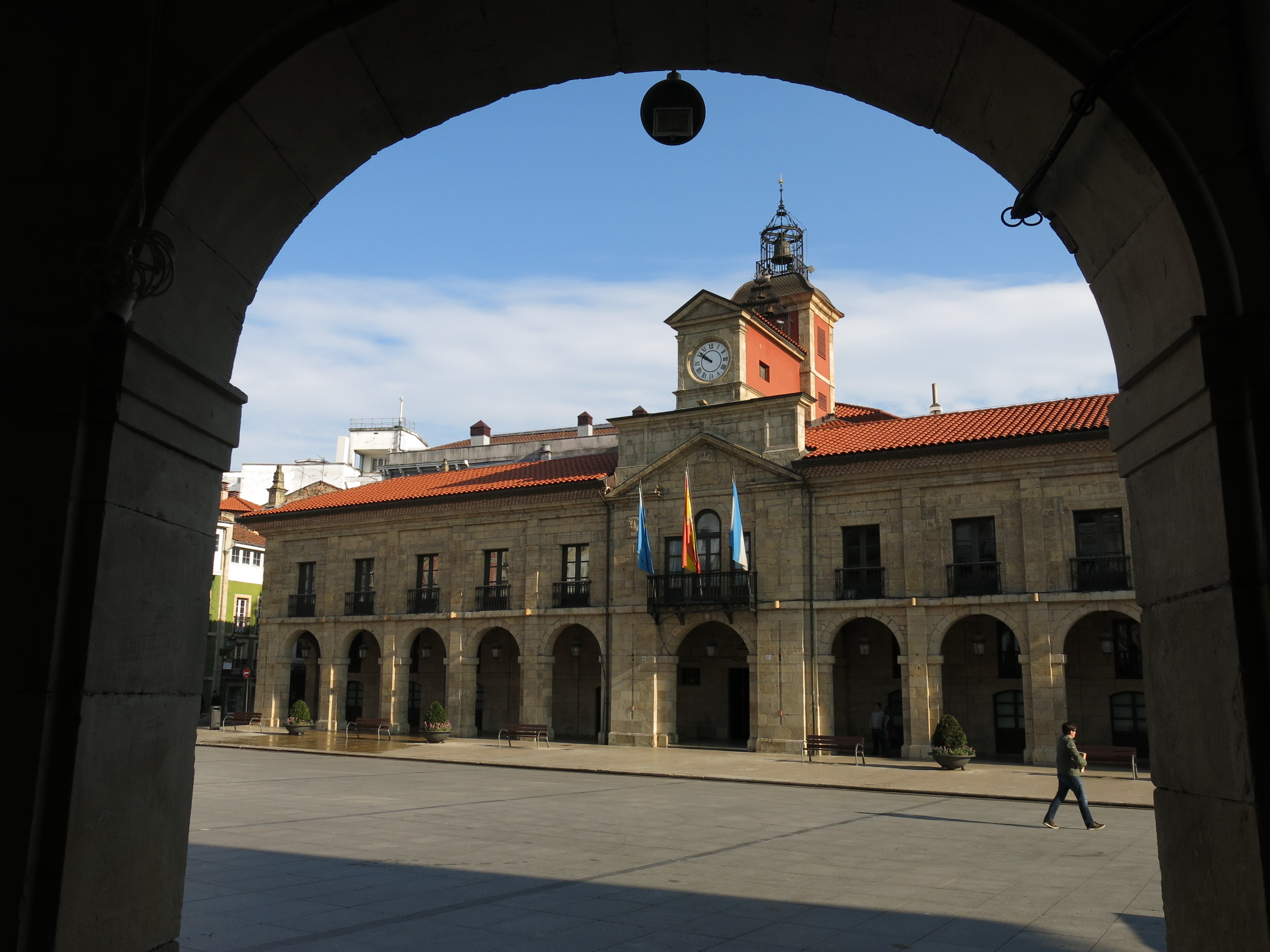
Ayuntamiento de Avilés desde el espacio porticado de la plaza

La plaza de España o plaza Mayor de Avilés (apodada como el Parche) es la principal plaza urbana de la ciudad asturiana de Avilés (España).

## Historia
Al igual que en otras ciudades de origen medieval, en el siglo XVII los límites de la villa amurallada se quedaban pequeños ante la presión demográfica, por lo que comenzó el conocido como "ensanche barroco", abriendo la actual plaza de España con la construcción de tres importantes edificios: el palacio Municipal o Ayuntamiento, el palacio de Llano Ponte y el palacio de Ferrera.
El sobrenombre de el parche, proviene de 1893, cuando el ayuntamiento se propone pavimentar un espacio delante de la casa consistorial para la banda de música. Sin embargo, al pavimentar solo una zona y dejar el resto de la plaza embarrada, los avilesinos consideraron la obra como un parche. 
En los años 90 fue completamente peatonalizada y es lugar habitual es celebraciones locales como las fiestas o procesiones de Semana Santa, además de contar con un buen número de restaurantes y cafés.

### Arquitectura
En el siglo XIX se cierra la plaza con edificios que unen los tres palacios. El entorno sigue el modelo de plaza mayor castellana, aunque no tiene una geometría totalmente regular. Tanto el ayuntamiento como los edificios que cierran la plaza son porticados con arcos de medio punto de diferentes épocas. La plaza es el kilómetro cero del entramado urbano de la villa, partiendo de ésta dos calles medievales (calles La Fruta y La Ferrería), dos calles barrocas (calles Rivero y San Francisco y su prolongación en Galiana) y dos calles modernistas (calles La Cámara y Ruíz Pérez).
Se encuentra dentro del Conjunto Histórico Artístico de Avilés, declarado Bien de Interés Cultural.